# Deinypena pallidior
Deinypena pallidior là một loài bướm đêm trong họ Noctuidae.